# Никола Жабински
Никола Георгиев Жабински е български юрист, професор.

## Биография
Роден е в град Кюстендил на 7 ноември 1888 година. Завършва право в Лайпциг (1907-12). с докторат (1914). Специализира публично право и социална философия във Виена (1921-24). Редовен доцент (от 1930), извънреден професор (от 1934), редовен професор и титуляр на катедрата по военно-наказателно право и военнонаказателно съдопроизводство (от 1939) в Софийския университет. Декан на Юридическия факултет (1934-35). Началник на отдел "Криминална статистика) в Главна дирекция на статистиката, член-секретар на Кодификационния съвет (наказателноправна секция) при Министерство на правосъдието (1935-36).